# Symphony of Destruction
„Symphony of Destruction“ je píseň americké thrashmetalové kapely Megadeth, která vyšla roku 1992 jako první singl z jejich alba Countdown to Extinction. Autorem hudby i textu je frontman skupiny, Dave Mustaine. Text popisuje hypotetickou situaci, ve které se průměrný občan ocitá v pozici vůdce země ovládané loutkovou vládou. Píseň byla často hrána v rádiích a umístila se na poměrně vysokých příčkách mnoha hudebních žebříčků, díky čemuž se stala jednou z nejznámějších písní skupiny. Mnoho interpretů vytvořilo její coververzi.
Videoklip ke skladbě byl hojně vysílán na americkém televizním kanálu MTV, ale postupně vyvolal jistou kontroverzi (scéna s atentátem se MTV zdála „příliš drsná“). Video zobrazuje jednotlivé hrající členy kapely, tyto záběry jsou prokládány převážně černobílými scénami z atentátu na politického kandidáta a vzniklých nepokojů a anarchie.

## Pozadí a nahrávání
Dave Mustaine popsal vznik „Symphony of Destruction“ jako šťastnou náhodu. Úvodní inspirací byl americký thriller z dob studené války s názvem The Manchurian Candidate. Vypráví příběh chlapce z rodiny důležitého politika, který se nedobrovolně stává atentátníkem. Později, při cestě domů v Los Angeles Mustaina rozbolela hlava, což ho inspirovalo k napsání části textu písně na zadní stranu účtenky: „My metal brains corroding, my head is going to explode“. Píseň několikrát zmiňovala média a mnoho hudebních skupin nahrálo její coververzi. V roce 1992 skupina nahrála demo, z něhož se po několika úpravách stala „Symphony of Destruction“. Původně byla píseň delší, ale v předprodukci alba Countdown to Extinction ji Megadeth upravili a o více než čtvrtinu zkrátili. K finální podobě přispěl i producent Max Norman, který mimo jiné navrhl přesun části skladby za Friedmanovo kytarové sólo, s čímž Dave Mustaine souhlasil.
Text písně napsal Dave Mustaine podle toho, jak vnímal manipulaci mas lidí významnými politiky. Text písně zmiňuje legendu o krysaři z Hamelnu, která s tématem přímo souvisí. V legendě měl krysař schopnost přimět krysy a poté i děti, aby ho bezhlavě následovaly, stejně jako mají političtí vůdci schopnost zmanipulovat širokou veřejnost.

## Kompozice

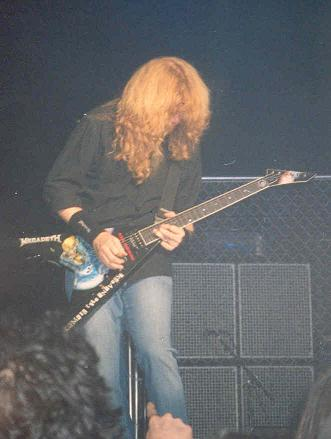
Autorem písně „Symphony of Destruction“ je frontman skupiny, Dave Mustaine

„Symphony of Destruction“ je 4 minuty a 7 sekund dlouhá. Úvodních pět sekund tvoří klasická hudba – instrumentální úvod skladby „The Sacrilege of Fatal Arms“ od skupiny Devil Doll a zpěv z „Offertorium, Domine Jesu Christe“ z Requiemu W. A. Mozarta. Následuje zvuk orchestru ladícího své nástroje a pak již hutný kytarový riff, který je v písni několikrát opakován. Oproti mnoha písním Megadeth s komplexnější strukturou, jako jsou například „Holy Wars… The Punishment Due“ či „Hangar 18“, je struktura písně popisována jako chytlavá a více „běžná“ (mainstreamová). Možná právě tato skutečnost přinesla skladbě i samotné skupině větší popularitu.

## Videoklip
V roce 1992 natočilo vydavatelství Capitol Records videoklip za účelem další propagace tohoto komerčně úspěšného singlu. Režisérem se stal Wayne Isham, který s Megadeth později spolupracoval i na klipech k písním „Train of Consequences“ a „99 Ways to Die“. Producenta videoklipu dělal Curt Marvis. Video začíná záběrem na hořící americkou vlajku, na které stojí nápis „For the People“ (lze přeložit jako pro lidi či pro národ), následuje záběr stisknuté spouště zbraně a nehybného mužského oka, což symbolizuje atentát, který se má později stát. V klipu se objevují postupně všichni členové kapely, každý hrající na svůj hudební nástroj, avšak nikdy ne spolu. Je použit ostrý kontrast anarchie a protestujících davů se záběry smějících se politiků. Následuje scéna, ve které prezident a první dáma vystupují z limuzíny vstříc jásajícímu davu, ve kterém se objeví muž s pistolí a prezidenta zastřelí. Zbylou část videa tvoří prostřihy hrajících členů kapely a chaosu mezi lidmi, vyvolaného atentátem a rozsáhlými vedlejšími škodami.
Původně se klip běžně vysílal na americkém televizním kanálu MTV, po nějaké době však byla scéna s atentátem vystřižena, protože MTV připadala „příliš drsná“. Takto upravená verze běžela na MTV nadále, avšak méně než předtím. Dave Mustaine později kontroverzi hájil se slovy: „Myslím si, že je důležitější, že se nám podařilo vyjádřit smysl písně než to, jestli jsme museli upravit nebo vystřihnout nějakou scénu.“

## Coververze
Existuje mnoho coververzí písně od různých skupin, například Distant Sun, Alghazanth, Black Warrant na albu Electric, Fury na albu Megaded – A Tribute to Megadeth, Paul Di'Anno na svém kompilačním albu The Living Dead, či skupina Seeds of Sorrow. Německá skupina JBO vytvořila parodii s názvem „Symphonie der Verstopfung“ (symfonie zácpy). Coververze skladby v podání ruské deathmetalové kapely Katalepsy se objevuje pod názvem „S.O.D.“ na jejím albu Musick Brings Injuries.
Mezi coververze od známějších interpretů patří například ta od skupiny Arch Enemy pro album britského magazínu Kerrang!, High Voltage! A Brief History of Rock. Na albu účinkují současné kapely, které budou na dalších 25 let utvářet rockovou a heavymetalovou scénu. Nejedná se však o jejich písně, ale o coververze skladeb kapel a interpretů, kteří jejich tvorbu ovlivnili (Dio, Ozzy Osbourne, Aerosmith, Pantera apod.). Píseň se objevila také na EP Dead Eyes See No Future. Coververzi nahrála také skupina Nightwish, živý záznam skladby vyšel na singlech „The Siren“ a „Kuolema Tekee Taiteilijan“. Skupina nadále hrála skladbu na koncertech, tuto verzi však již nikdy nevydala. Nine Inch Nails nahráli coververzi pod názvem „The Gristle Mix“.
Hudebník Michael Angelo Batio vydal spolu s Vinniem Moorem a Georgem Ballasem coververzi písně na svém albu Hands Without Shadows Pt.2: Voices z roku 2009. Coververzi „Symphony of Destruction“ nenahrály jen heavymetalové skupiny, ale například i indierocková skupina Hellsongs na albu Hymns in the Key of 666 či rocková kapela 3 Doors Down.

## Odkaz vpopulární kultuře
Skladba se objevila v mnoha videohrách, například jako coververze ve hře Guitar Hero na konzoli PlayStation 2, jako stahovatelný obsah ke hrám Guitar Hero 5 a Rock Band 3 a spolu se skladbami „Hangar 18“ a „Public Enemy No. 1.“ jako stahovatelný obsah ke hře Rocksmith. Remix skladby je součástí soundtracku WWE SmackDown! vs. Raw 2006 a Full Auto 2: Battlelines. Dále se „Symphony of Destruction“ objevila ve hrách True Crime: Streets of L.A, NFL Street 3 a FlatOut 2. Hrdina Mordekaiser z multiplayerové hry League of Legends míval schopnost „Siphon of Destruction“, jejíž název byl odkazem na skladbu.
Název písně posloužil jako inspirace pro instruktážní sloupek Dava Mustaina v časopisu Guitar World s názvem „Symphony of Instruction“. Videoklip ke skladbě se objevil mj. v epizodě „Blood Drive“ amerického animovaného sitcomu Beavis and Butt-head.

## Živá vystoupení

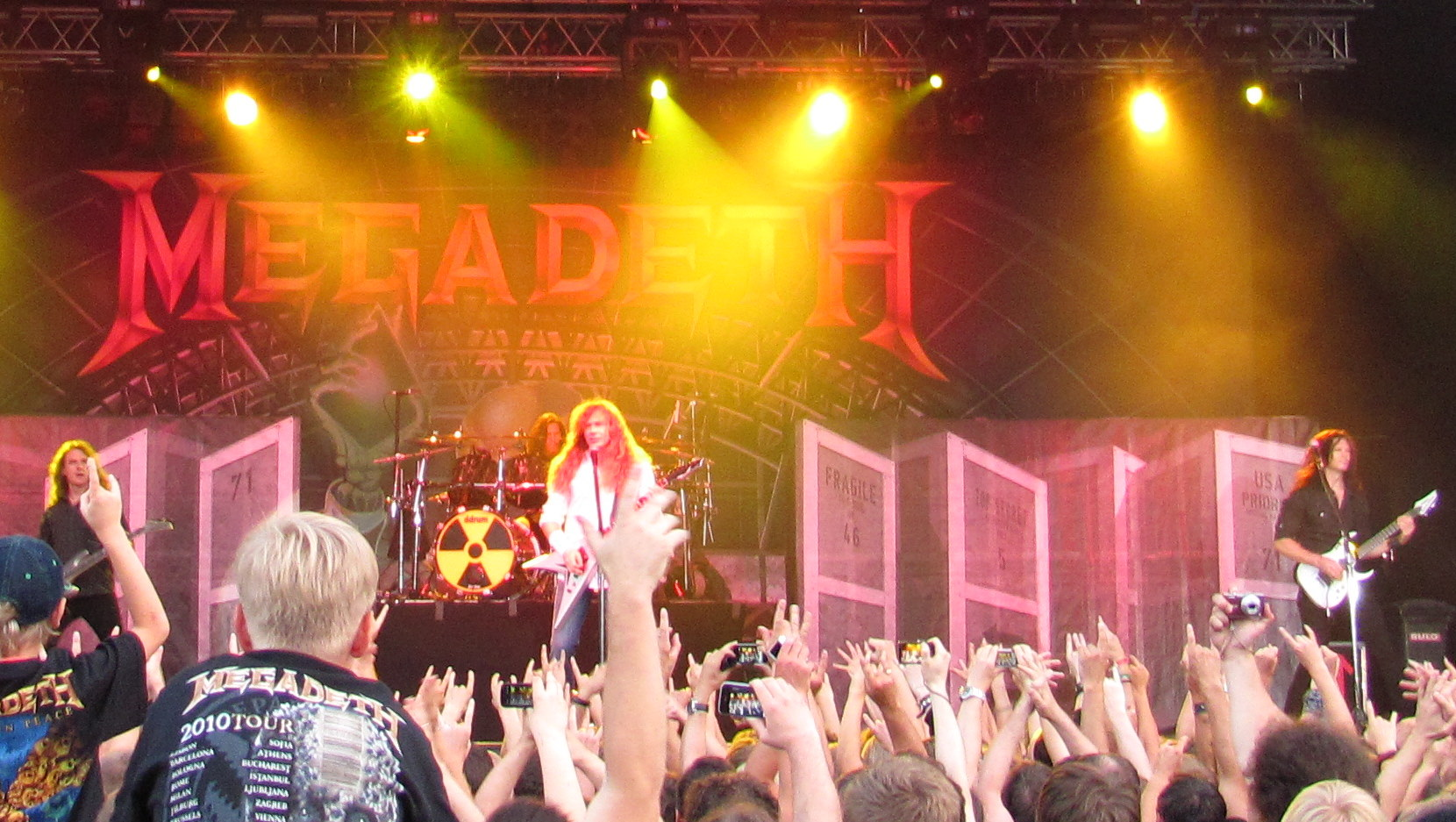
Megadeth hrající Symphony of Destruction živě v Haapsalu v Estonsku v roce 2010

Během hraní skladby na koncertě publikum obvykle skanduje „Megadeth, Megadeth, aguante Megadeth“, což lze volně přeložit jako „Megadeth, Megadeth, do toho Megadeth“. „Aguante“ je slangový výraz původem z Argentiny, odkud také pochází tento pokřik, běžně používaný při sportovních utkáních. Když Dave Mustaine slyšel pokřik poprvé, byl nadšený. Argentina se díky tomu stala jednou z jeho nejoblíbenějších zemí pro živá vystoupení, což zmínil na DVD That One Night: Live in Buenos Aires, které se natáčelo právě v Argentině.
„Symphony of Destruction“ zůstává jednou z nejznámějších skladeb Megadeth a od svého vydání ji skupina hraje na téměř každém živém vystoupení. Proto se také vyskytuje na mnoha koncertních či kompilačních albech skupiny:
- Exposure of a Dream (kompilace videoklipů)
- Capitol Punishment: The Megadeth Years (kompilační album)
- Rude Awakening (živé CD a DVD)
- Still Alive… and Well? (živé album/kompilace)
- Video Hits (kompilace videoklipů)
- Greatest Hits: Back to the Start (kompilační album)
- Arsenal of Megadeth (kompilace videoklipů)
- That One Night: Live in Buenos Aires (živé CD a DVD)
- Warchest (box set)
- Anthology: Set the World Afire (kompilační album)
- Rust in Peace Live (živé CD)
- The Big Four: Live from Sofia, Bulgaria (koncert se skupinami Metallica, Slayer a Anthrax)

## Umístění vžebříčcích
| Žebříček                                                        | Nejvyšší příčka |
| --------------------------------------------------------------- | --------------- |
| Austrálie (ARIA)                                                | 58              |
| Canada Top Singles (RPM)                                        | 91              |
| European Hot 100 Singles (Music & Media)                        | 67              |
| Finsko (Suomen virallinen lista)                                | 12              |
| Irsko (IRMA)                                                    | 14              |
| Nový Zéland (Recorded Music NZ)                                 | 15              |
| Spojené království (UK Singles Chart – Official Charts Company) | 15              |
| Billboard Hot 100                                               | 71              |
| US Mainstream Rock (Billboard)                                  | 29              |

## Seznam skladeb

#### CD singl (USA a Spojené království)
1. „Symphony of Destruction (Radio Mix)“ – 4:07
2. „Breakpoint“ – 3:33
3. „Go to Hell“ – 4:37

#### CD singl (Japonsko)
1. „Symphony of Destruction“ – 4:05
2. „Anarchy in the UK (Live)“ – 3:11
3. „Hangar 18 (Live)“ – 4:58
4. „Special Messages for Japan“ – 2:19

#### Kazeta (USA)
1. „Symphony of Destruction (LP Verze)“
2. „Symphony of Destruction (Edited Gristle Mix)“
3. „Skin O' My Teeth (Live)“

#### Limitovaný 7 singl (Spojené království)
1. „Symphony of Destruction“
2. „In My Darkest Hour (Live)“

#### Megabox Disc 4 (Japonsko)
1. „Symphony of Destruction“
2. „Peace Sells (Live)“
3. „In My Darkest Hour (Live)“
4. „Foreclosure of a Dream“
5. „Symphony of Destruction (Extended Gristle Mix)“
6. „Holy Wars…The Punishment Due (General Schwarzkopf Mix)“

## Sestava
- Dave Mustaine – vokály, doprovodná kytara
- Marty Friedman – sólová kytara
- David Ellefson – baskytara, doprovodné vokály[2]
- Nick Menza – bicí, doprovodné vokály[2]